# اورتوفوتو

صورة جوية متعامدة (يسار) ومنظور (يمين)

اورتوفوتو هي صورة جوية تم تصحيحها هندسيا وجغرافيا (أي صورة متعامدة) بحيث نسب الصورة تكون موحدة ويمكن اعتبارها مثل الخريطة. وخلافا عن الصورة جوية، يمكن استخدام الاورتوفوتو لقياس المسافات الحقيقية.